# ريتش رودريغيز
ريتش رودريغيز (بالإنجليزية: Rich Rodriguez) هو لاعب كرة قدم أمريكية أمريكي، ولد في 24 مايو 1963 في شيكاغو في الولايات المتحدة.

## وصلات خارجية
- ريتشارد رودريغيز على موقع IMDb (الإنجليزية)
- ريتشارد رودريغيز على موقع إن إن دي بي (الإنجليزية)